# HMAS Cessnock (FCPB 210)
Pour les articles homonymes, voir HMAS Cessnock.
Le HMAS Cessnock (FCPB 210), nommé d’après la ville de Cessnock, dans la Région de l'Hunter dans l’État australien de Nouvelle-Galles du Sud, était un patrouilleur de classe Fremantle de la Royal Australian Navy (RAN).
Il a été le deuxième navire de la RAN à porter le nom de Cessnock, après le HMAS Cessnock (J175/B240/A114), une corvette de classe Bathurst qui a servi pendant la Seconde Guerre mondiale. C’était l’un des soixante dragueurs de mines australiens, communément appelés corvettes, construits pendant la Seconde Guerre mondiale. Elle fut désarmée en 1946 et vendue à la ferraille l’année suivante.

## Conception et construction
À partir de la fin des années 1960, la planification d’une nouvelle classe de patrouilleurs pour remplacer la classe Attack a commencé, avec des conceptions visant à une meilleure tenue à la mer, un équipement et des armes plus modernes. Les navires de classe Fremantle avaient un déplacement de 220 tonnes à pleine charge, mesuraient 41,9 mètres de longueur hors tout, ils avaient une largeur de 7,39 mètres, et un tirant d'eau maximal de 1,75 mètre. Leur propulsion principale se composait de deux moteurs Diesel de la série MTU 538, qui fournissaient une puissance de 3200 chevaux (2400 kW) aux deux arbres d'hélice. L’échappement n’était pas expulsé par une cheminée, comme sur la plupart des navires, mais par des évents sous la ligne de flottaison. Les patrouilleurs pouvaient atteindre une vitesse maximale de 30 nœuds (56 km/h) et avaient une autonomie maximale de 5000 milles marins (9300 km) à 5 nœuds (9,3 km/h). L’équipage se composait de 22 personnes.
Chaque patrouilleur était armé d’un seul canon Bofors 40 mm L/60 monté à l’avant comme armement principal, complété par deux mitrailleuses Browning M2 de calibre .50 et un mortier de 81 mm,, mais le mortier a été retiré de tous les navires à la fin des années 1990. À l’origine, l’arme principale devait être constituée de deux canons de 30 mm sur un affût double, mais les Bofors reconditionnés ont été sélectionnés pour réduire les coûts. Des dispositions ont été prises pour installer un armement amélioré plus tard dans la carrière de la classe, mais cela ne s’est pas produit,.

## Carrière
Le HMAS Cessnock a été mis en chantier le 9 mars 1981 par NQEA à Cairns, dans l’État australien du Queensland, et lancé le 15 janvier 1983. Pour sa cérémonie de baptême, le HMAS Cessnock avait pour marraine Lady Joan McNamara, l’épouse de Sir Neville McNamara, qui fut chef d'état-major des forces de défense (le plus haut poste militaire de l’Australie à cette époque) de 1982 à 1984. Il a été mis en service dans la RAN le 5 mars 1983, sous le commandement du lieutenant M.J. Taylor. Celui-ci a été promu capitaine de corvette le mois suivant, et il resté au commandement du HMAS Cessnock jusqu’au 14 novembre 1984.
Au cours des deux décennies suivantes, le HMAS Cessnock et son équipage ont effectué diverses tâches comme des patrouilles de surveillance des pêches, des secours lors de catastrophes et des opérations de recherche et de sauvetage. L’une des missions les plus notables du bateau a eu lieu à la suite du cyclone Bola en 1988. Ce cyclone a frappé plusieurs îles de la République de Vanuatu dans le Pacifique Sud, causant d’importants dégâts dans l’archipel situé à environ 1 750 kilomètres à l’est du nord de l’Australie. Le HMAS Cessnock a été déployé au Vanuatu pour fournir des secours d’urgence. Le navire s’est rendu dans 30 villages sur un total de 11 îles et a effectué plus de 200 débarquements sur la plage pour livrer des fournitures et du personnel de secours. Pour ces efforts de sauvetage, le HMAS Cessnock a reçu le prix de la Ligue navale d'Australie pour l’aide à la communauté civile.
Le HMAS Cessnock a été désarmé le 23 juin 2005, au HMAS Coonawarra, une base de la RAN dans la ville de Darwin, dans le Territoire du Nord de l’Australie. Environ 280 invités ont assisté à cette cérémonie. Au cours de sa carrière, le HMAS Cessnock a parcouru 589418 milles marins (1 091 602 kilomètres) au total. Il a participé à 28 déploiements à l’étranger et visité un total de 19 pays. Il a été démoli à Darwin en 2006, pour un coût de 400 000 dollars pour le gouvernement australien,.
Le canon de pont du HMAS Cessnock a été érigé en un monument sur North Avenue à Cessnock (Nouvelle-Galles du Sud), et inauguré le 11 novembre 2005 par John Clarence, le maire de la ville de Cessnock. Le monument est dédié à la mémoire du HMAS Cessnock et des marins qui ont servi à bord de tous les navires nommés HMAS Cessnock, le FCPB 210 et avant lui le HMAS Cessnock de la Seconde Guerre mondiale.